# Seefernaufklärer

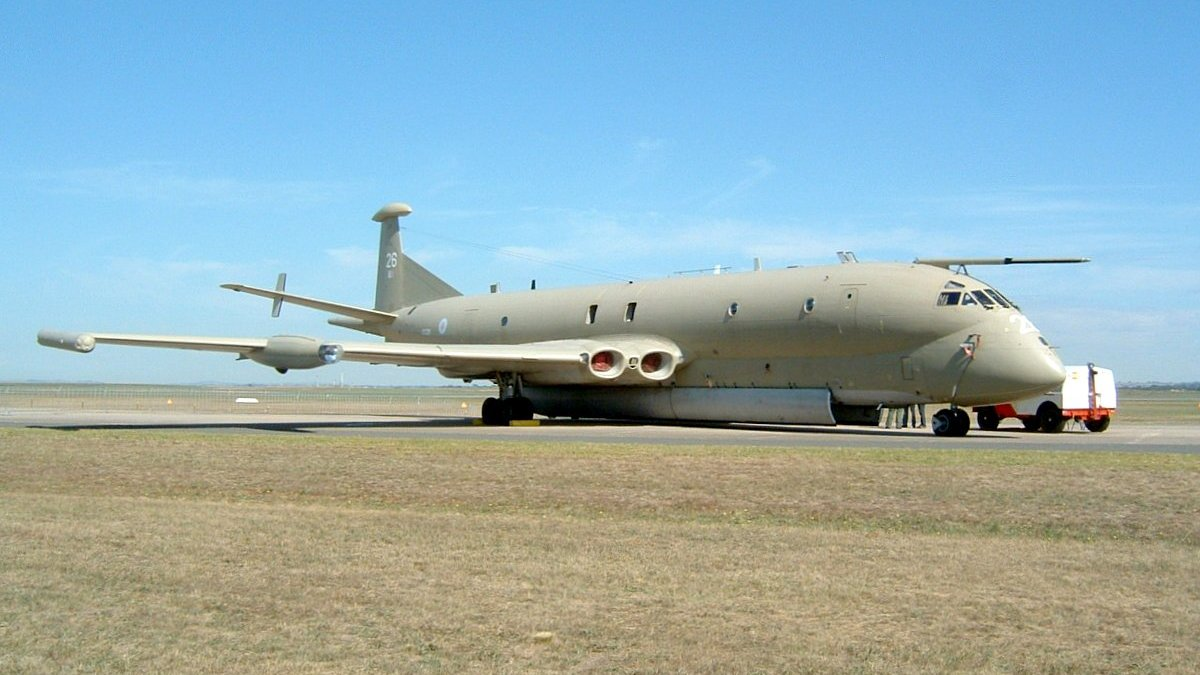
British Aerospace Nimrod MR2

Seefernaufklärer (englisch Maritime Patrol Aircraft (MPA), auch Maritime Reconnaissance and Patrol Aircraft (MRPA)) sind Flugzeuge mit großer Reichweite und langer Flugzeit. Sie sind mit verschiedenen Sensoren wie Radar und Sonobojen ausgestattet und können mit Lenkflugkörpern und Torpedos bewaffnet sein. Ihre Hauptaufgaben sind die Seeraumüberwachung und die U-Jagd.
Viele Typen von Seefernaufklärern wurden für diese Aufgabe aus Verkehrsflugzeugen modifiziert, wie z. B. die Lockheed P-3 Orion, die aus der Lockheed L-188 Electra entstand. Speziell wurden für diese Aufgabe u. a. die Lockheed P-2 Neptune, die Breguet Atlantic oder die Berijew Be-12 Tschaika entwickelt.

## Beschreibung
Bei den meisten Seefernaufklärern handelt es sich um mit Propellerturbinen angetriebene Flugzeuge. Die auf Basis der Boeing 737 entwickelte Boeing P-8 Poseidon nutzt hingegen Strahltriebwerke. Im Zweiten Weltkrieg und den 1950er Jahren wurden zudem Flugboote oder große Schwimmerflugzeuge als Seefernaufklärer eingesetzt. Bis in die Anfänge des Kalten Kriegs hinein wurden auch Militärluftschiffe als Seeaufklärer verwendet.
Von Flugzeugträgern werden Flugzeuge mit ähnlichen Aufgaben eingesetzt; ihre Ausdauer und Zuladung sind allerdings limitiert. Beispiele sind die Grumman S-2 Tracker, Breguet Alizé oder Fairey Gannet.
Seefernaufklärer können über verschiedene Überwasser- und Unterwassersensoren verfügen. Neben einem leistungsfähigen Radar zur Überwasserzielsuche und zur Seeraumüberwachung, elektronischen Unterstützungsmaßnahmen (EloUM (englisch Electronic Support Measures) [ESM]), Tageslicht- und Infrarotkameras gehören Ausgucks zu den Überwassersensoren. Abwerfbare aktive und passive Sonobojen und Magnetic Anomaly Detector (MAD) dienen der Ortung von U-Booten. Aufgrund ihrer Stehzeit im Einsatzgebiet und ihres Einsatzradius sind einige Seefernaufklärer speziell für die elektronische Aufklärung (ELINT) ausgerüstet.
Seefernaufklärer können selbständig oder im Verbund mit Kriegsschiffen, Hubschraubern oder anderen Flugzeugen eingesetzt werden. Sie können Ziele aus sicherer Entfernung beobachten und den angreifenden Einheiten die erforderlichen Daten für den Einsatz ihrer Waffen übermitteln. Viele Seefernaufklärer sind bewaffnet und können Schiffe und U-Boote mit eigenen Waffen bekämpfen. Dazu können Anti-Schiff-Lenkwaffen und U-Jagd-Torpedos gehören, die unter den Tragflächen oder in einem Waffenschacht mitgeführt werden.

## Liste von Seeaufklärern

### Vor 1945

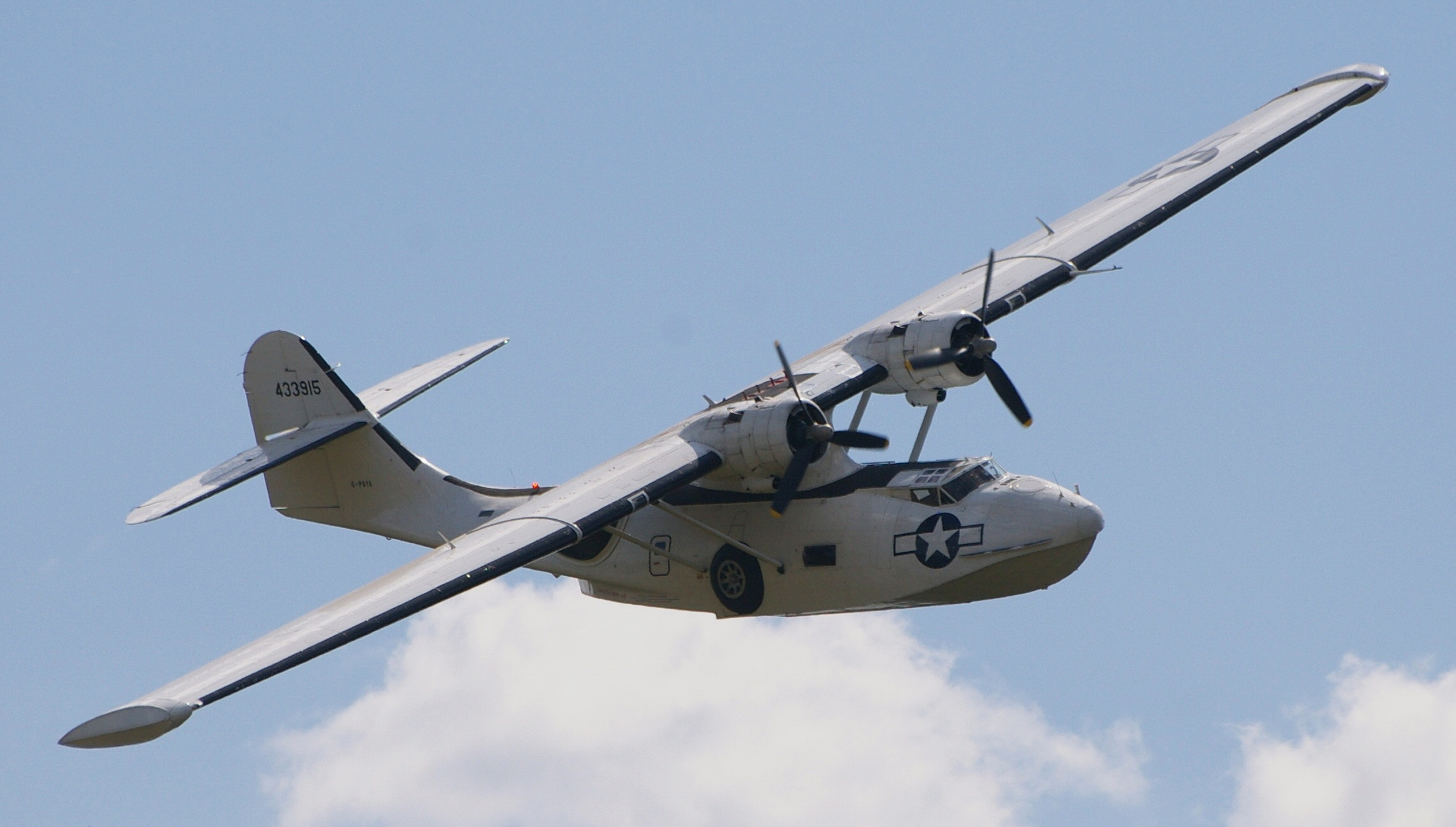
Consolidated PBY

- Avro 652 Anson
- Blohm & Voss BV 138
- Blohm & Voss BV 222 Wiking
- Consolidated PBY
- Consolidated PB4Y
- CRDA Cant Z.501 Gabbiano
- CRDA Cant Z.506 Airone
- Dornier Do 18
- Dornier Do 24
- Focke-Wulf Fw 200 Condor
- Heinkel He 59
- Lioré et Olivier LeO 130 M
- Short S. 25 Sunderland

### Nach 1945
- Airbus A319 MPA[2]
- Airbus A321MPA
- Antonow An-12
- Antonow An-32MP
- Antonow An-74MP
- Antonow An-140
- ATR 42 MP Surveyor
- ATR 72 ASW
- Avro Shackleton
- BAE Systems Nimrod MRA4
- Hawker Beechcraft King Air MP[3]
- Berijew Be-6
- Berijew Be-10
- Berijew Be-12
- Berijew Be-200
- Berijew Be-42
- Boeing P-8 Poseidon
- Breguet Alizé
- Breguet Atlantic
  - Breguet Atlantic 1
  - Breguet Atlantic 2

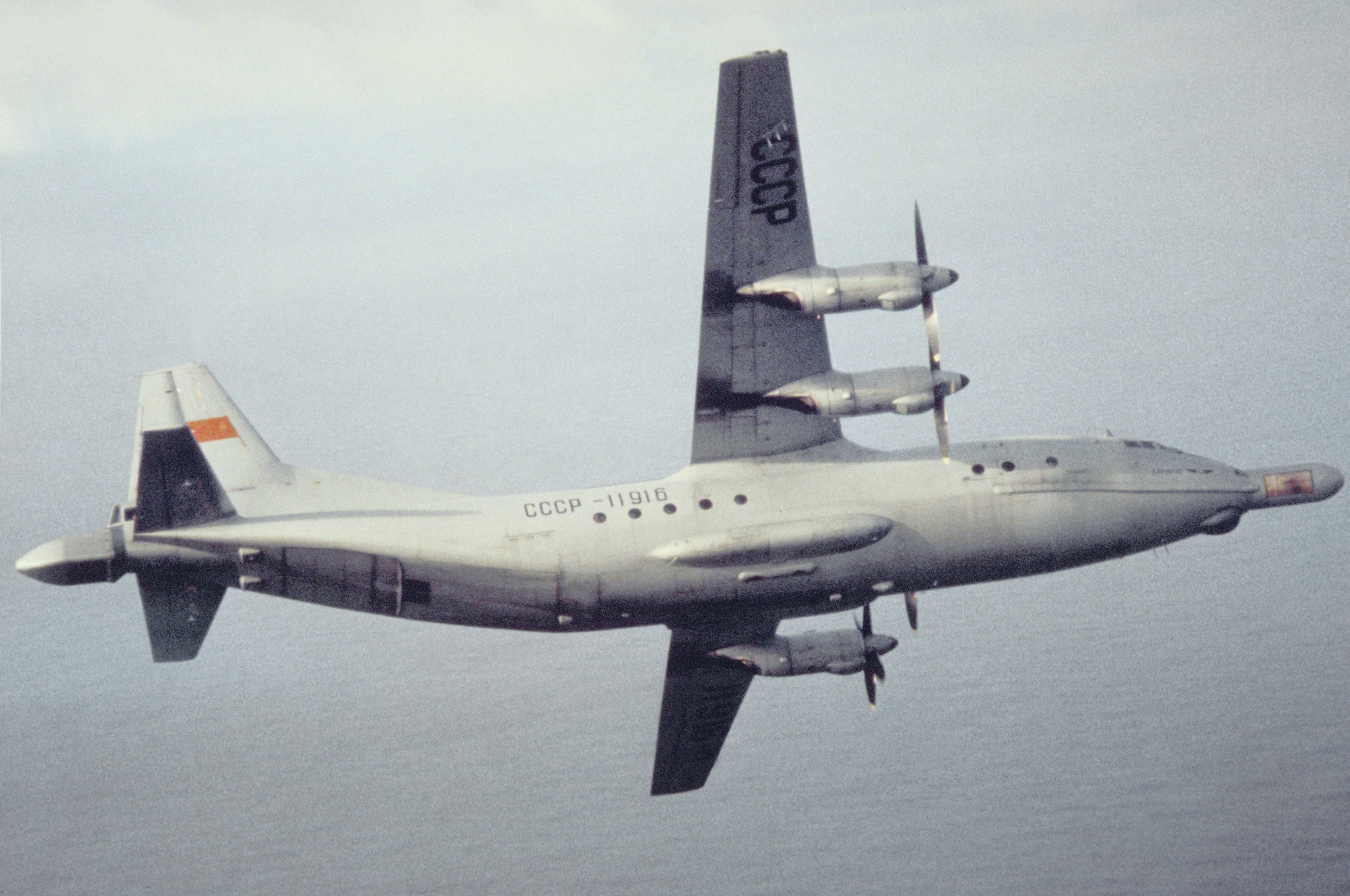
Antonow An-12 Cub

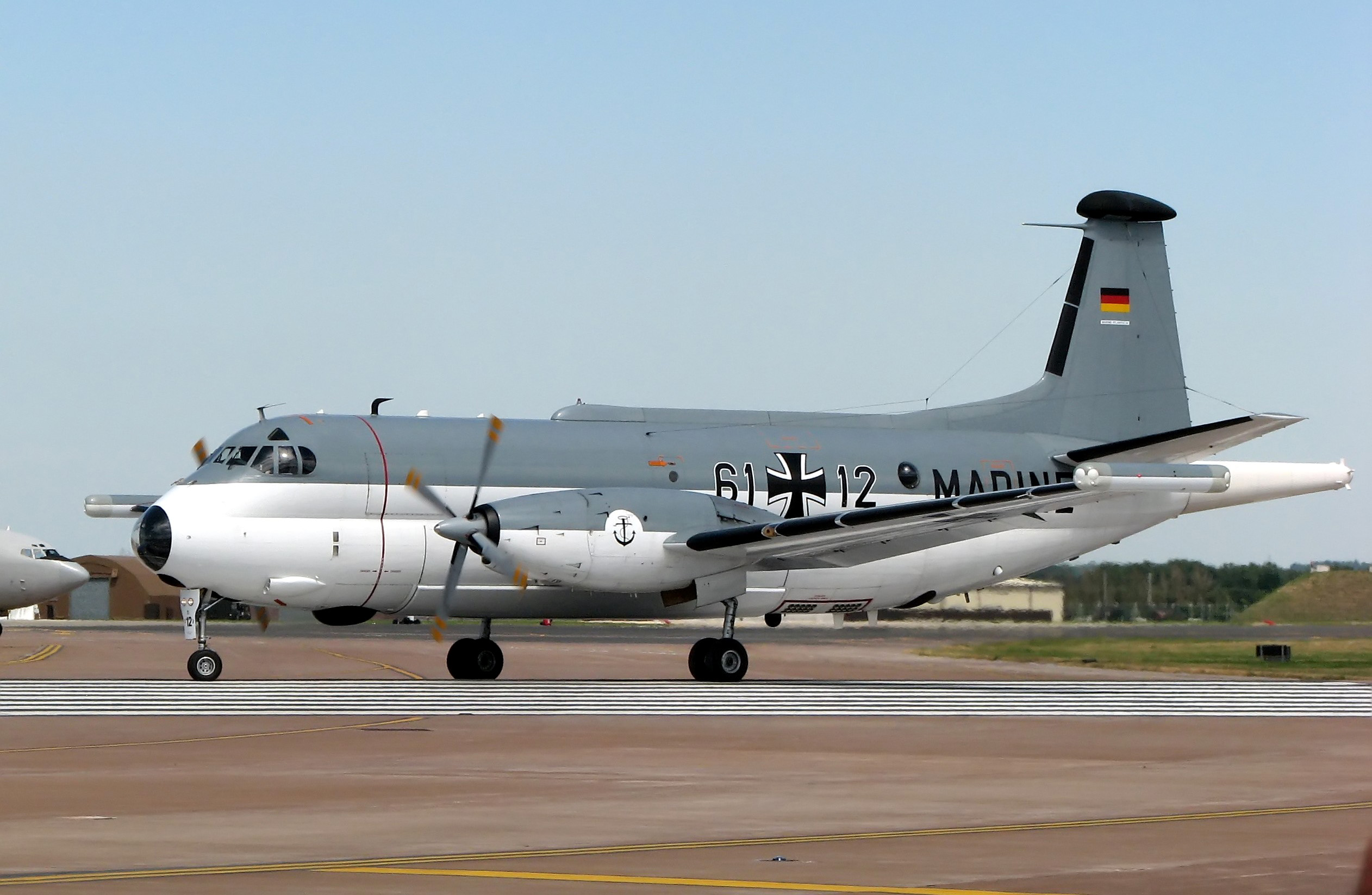
Breguet Atlantic

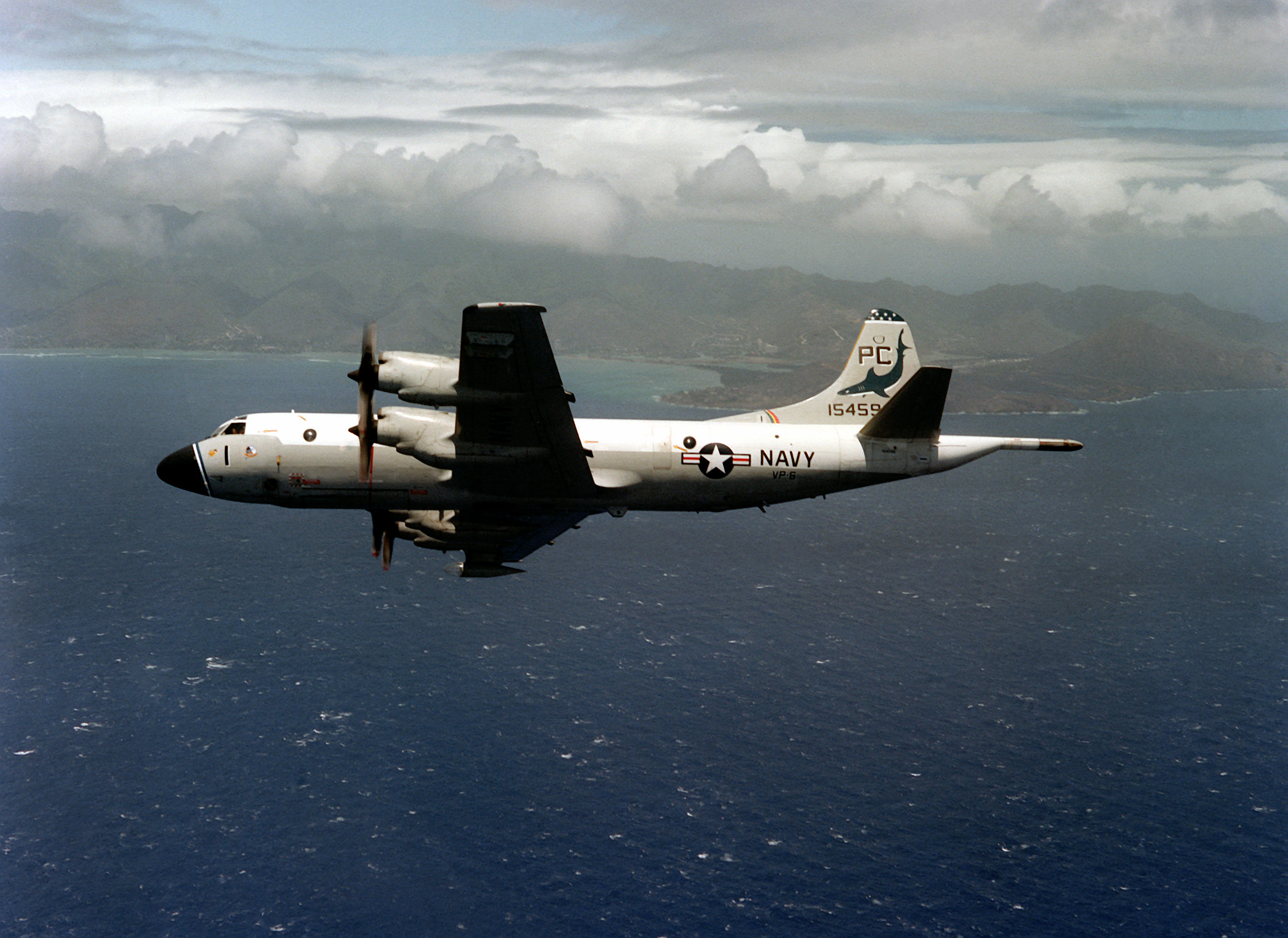
Lockheed P-3B Orion

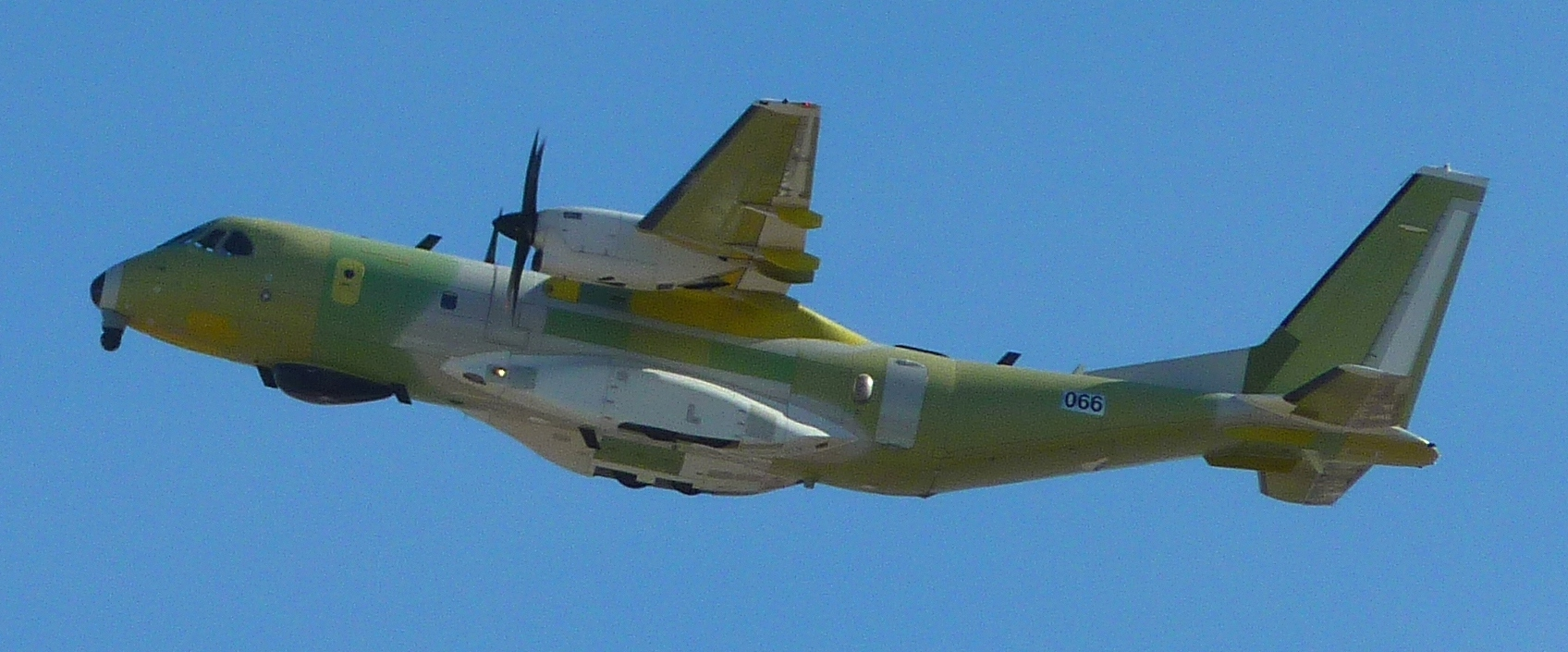
CASA C-295 Persuader

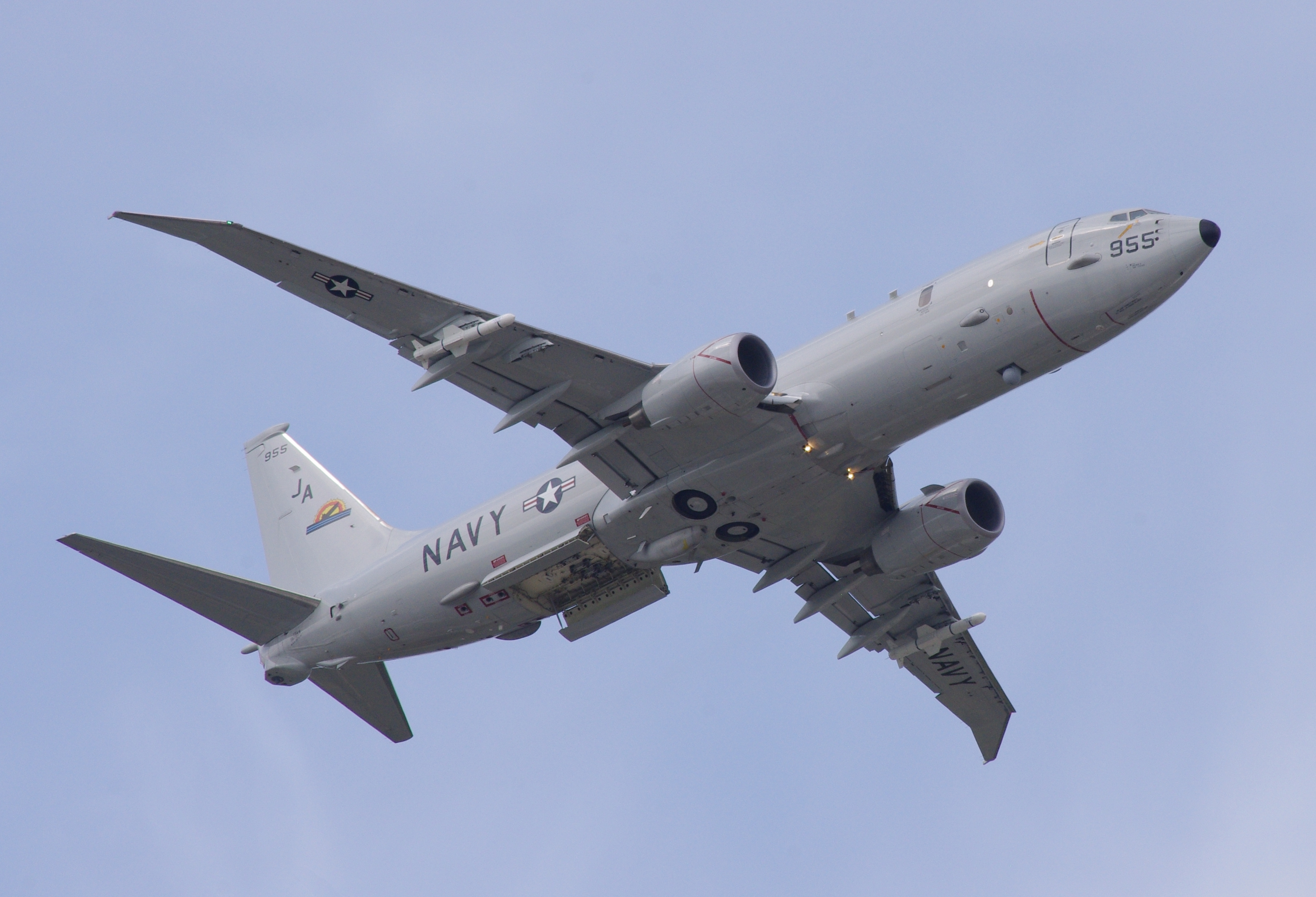
Boeing P-8 Poseidon

- Britten-Norman Maritime Defender/Defender 4000[4]
- De Havilland DHC-8-300 series MSA
- Canadair CP-107 Argus
- CASA C-212
- CASA CN-235 Persuader
- CASA C-295 Persuader
- Dassault Falcon 10
- Dassault Falcon 20 Guardian
- Dassault Falcon 50 Surmar
- Dassault Falcon 900 MPA
- Dornier 228
- Embraer EMB 111
- Embraer EMB 145 MP/ASW/P-99[5]
- Fairchild HC-123B
- Fairey Gannet
- Fokker F-27 Maritime
- Fokker 60 MPA
- GAF Nomad Searchmaster
- Grumman AF Guardian
- Grumman HU-16 Albatross
- Grumman S-2 Tracker
- Harbin SH-5
- Hawker-Siddeley Nimrod MR 1/MR 2
- HESA IrAn-140
- IAI-1124N Westwind Seascan
- Iljuschin Il-20RT
- Iljuschin Il-38
- Iljuschin Il-114MP
- Kawasaki P-1
- Lockheed HC-130 Hercules
- Lockheed P-2 Neptune
  - Kawasaki P-2J
- Lockheed P-3 Orion
  - CP-140 Aurora
  - CP-140A Arcturus
- Lockheed S-3 Viking
- Martin P5M Marlin
- Nord N 262E
- PZL M28B Bryza 1R/1RMbis/1E
- Saab 2000 MPA[6]
- Shaanxi Y-8 MPA
- Shin Meiwa PS-1
- ShinMaywa US-2
- Tupolew Tu-142